# Skolsta
Skolsta is een plaats in de gemeente Enköping in het landschap Uppland en de provincie Uppsala län in Zweden. De plaats heeft 110 inwoners (2005) en een oppervlakte van 12 hectare.
Skolsta ligt circa tien kilometer ten oosten van Enköping.

## Verkeer en vervoer
Bij de plaats lopen de Riksväg 55 en Länsväg 263.